# Antti Kalliomäki
Antti Kalliomäki (Siikainen, Finlandia, 8 de enero de 1947) es un atleta finlandés retirado, especializado en la prueba de salto con pértiga en la que llegó a ser subcampeón olímpico en 1976.

## Carrera deportiva
En los JJ. OO. de Montreal 1976 ganó la medalla de plata en el salto con pértiga, con un salto por encima de 5.50 metros, quedando en el podio tras el polaco Tadeusz Ślusarski (oro también con 5.50 m pero en menos intentos) y por delante del estadounidense David Roberts (bronce también con 5.50 m pero en más intentos).